# Fóxìnglùn
Il Fóxìnglùn (佛性論, in Wade-Giles: Fo-hsing lun; giapponese: Busshōron; coreano: 불성론, Pulsŏngnon; lett. "Trattato sulla natura di Buddha") è un importante trattato buddista Mahāyāna che si occupa specificatamente della Natura di Buddha (in cinese: 佛性 fóxìng). Il testo è tradizionalmente attribuito a Vasubandhu, l'esegeta indiano vissuto tra il IV e il V secolo.

## IlFóxìnglùnnel Canone buddista cinese
Il Fóxìnglùn si colloca al T.D. 1610 del Canone buddista cinese dove risulta tradotto da Paramārtha intorno alla metà del V secolo. Gli studiosi ritengono che il testo possa essere in qualche misura un prodotto dell'opera del traduttore stesso.